# Champagne cocktail

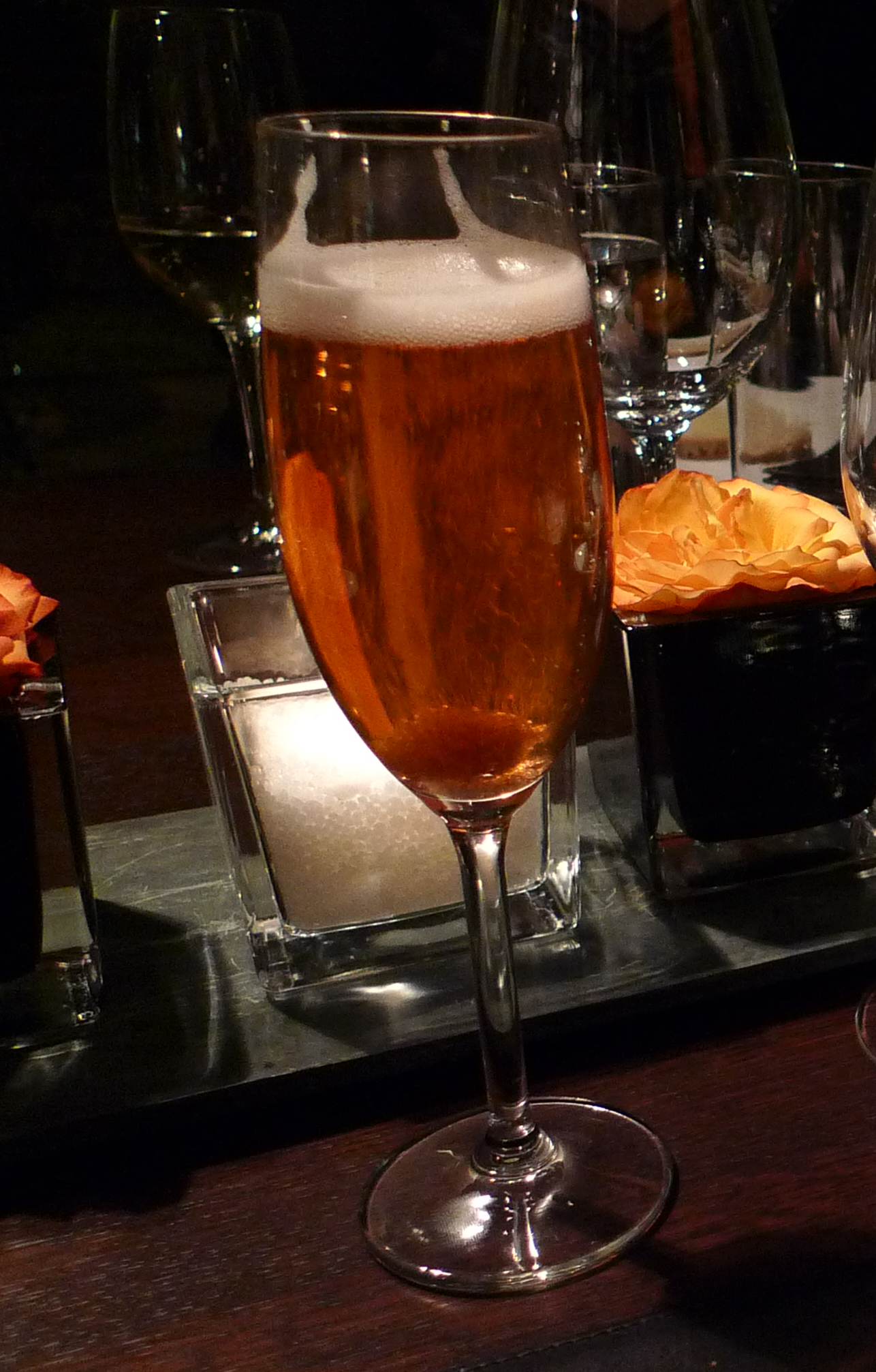
Champagne cocktail.

Le champagne cocktail est un cocktail alcoolisé figurant sur la liste des cocktails officiellement reconnus par l'IBA depuis 1961. Il est né dans les années 1930, semble-t-il, d'un concours entre journalistes, dont un certain Dougherty fut le vainqueur.